# Cyborgs de Dragon Ball
Pour les articles homonymes, voir Cyborg (homonymie).
 (février 2025).
Cet article présente la liste alphabétique des cyborgs de Dragon Ball. Les cyborgs de l'univers de Dragon Ball ne sont pas forcément des cyborgs au sens scientifique du terme, en effet bon nombre d'entre eux sont en fait entièrement robotiques tel que Aralé, C-8 ou C-16. Il faut donc différencier le terme cyborg (Dragon Ball) du terme cyborg (scientifique).

## Termes
Les humains artificiels (人造 人間, Jinzō ningen, littéralement « humain artificiel ») tels qu'ils sont nommés dans le manga en version originale peuvent être classés en trois catégories :
- Les cyborgs, qui sont de vrais humains ayant reçu des ajouts cybernétiques : C-17, C-18, le docteur Gero et Freezer, bien que ce dernier ne soit pas humain mais d'une espèce extraterrestre ;
- Les androïdes, qui sont des robots créés de toutes pièces par un scientifique : Aralé Norimaki, C-8, C-13, C-14, C-15, C-16 et C-19. On pourrait aussi ajouter Metal Cooler et tous ses doubles puisqu'ils sont des copies mécaniques du Cooler originel.
- Les bio-types, qui sont des êtres vivants créés en laboratoire par un scientifique à partir d'autres êtres vivants : Cell, créé à partir de cellules de Son Goku, Vegeta, Piccolo, Freezer et du roi Cold par l'ordinateur du docteur Gero, ce dernier ayant abandonné son projet. Sont aussi classables dans cette catégorie les Cell Juniors que Cell peut créer lui-même. Bien qu'il ait été créé à partir d'aucun code génétique existant avant lui, mais à partir d'une base génétique, Baby rentre également dans cette catégorie. Le second C-17 de Dragon Ball GT semble aussi convenir à cette description.

- Haut – A
- B
- C
- D
- E
- F
- G
- H
- I
- J
- K
- L
- M
- N
- O
- P
- Q
- R
- S
- T
- U
- V
- W
- X
- Y
- Z

## B

### Baby
Baby (ベビー, Bebi), doublé par Yūsuke Numata en japonais et par Thierry Redler en français, décédé en 794, est un parasite cybernétique créé par le professeur Myû.
Biographie
Baby est un parasite cybernétique créé pour accomplir la vengeance des Tsufuls sur les Saiyans. En effet, les Tsufuls ont accueilli les Saiyans sur leur planète avant d'être dépassés puis exterminés par ces derniers. La planète Plant changea de nom et devint la planète Vegeta. Devant cette trahison, Baby fut créé pour reconstruire la planète Plant et la peupler de nouveaux Tsufuls, tout en se vengeant des Saiyans.
Lors de leur quête des Dragon Balls aux étoiles noires, Son Goku, Pan, Giru et Trunks firent une escale sur la planète M2. Étant au courant que Myû travaillait sur un projet de nouveau mutant, Giru amena Trunks auprès de l'ordinateur gérant le projet, afin d'y mettre fin. Trunks modifia alors plusieurs données ce qui créa un virus dans l'ordinateur et mit hors d'état le générateur : il n'y avait plus aucun risque de voir le bébé mutant exécuter la vengeance des Tsufuls. Baby ne donnant plus aucun signe de vie, tous pensaient que le bébé mutant était mort, pourtant ce dernier réagit lorsque Myû, maudissant Son Goku, prononça le mot « Saiyan ». En fait, le virus et les fichiers que Trunks avait modifiés sur l'ordinateur avaient bel et bien arrêté le générateur et donc le développement de Baby, cependant ce dernier se trouvait à un stade suffisant pour se constituer lui-même les derniers membres qui lui manquaient (uniquement sa main droite qui n'était pas totalement développée) et sortir de sa cuve.
Bien qu'étant capable de se battre et de contrôler sa puissance, il se fait éliminer par les trois Saiyans (Son Goku, Trunks et Pan). Myû tente alors de fuir à bord d'un vaisseau spatial, mais discrètement, un morceau du corps de Baby s'accroche à Myû. Dans son vaisseau, Myû jure de poursuivre ses travaux afin de se venger des Saiyans. Il est soudain pris de convulsions : Baby a survécu en lui et s'extrait violemment de son corps, tuant Myû sur le coup. Baby s'était en fait auto-programmé pour rassembler l'énergie de Myû pour se reconstituer. Baby continue donc son développement en dehors de sa cuve et s'emploie à s'améliorer lui-même afin d'éliminer toute trace des Saiyans dans l'univers, ces derniers ignorant son existence ou le pensant mort. Cependant, Son Goku, Pan et Trunks le retrouvent sur la planète Bidal où il utilise pour la seconde fois sa capacité à prendre le contrôle de n'importe quel corps en y pénétrant sous forme liquide par une entaille ou une coupure sur le corps, la première fois était sur Rild quand Son Goku, Trunks et Pan quittent la planète M2. C'est ainsi qu'il prit le contrôle de Trunks après l'avoir blessé au bras, cependant Trunks réussit à prendre le dessus en se transformant en Super Saiyan. Baby comprend alors que sa puissance est insuffisante pour contrôler les Saiyans, il s'enfuit donc en utilisant un flash pour aveugler les trois Saiyans et prend possession du corps d'une passagère à bord d'un vol pour une autre planète.
Après avoir fini son développement, il se rend sur Terre et intègre le corps d'un homme afin de trouver le lieu où se trouvent les derniers Saiyans. Sur le chemin, il dépose plusieurs cellules Tsufuls à l'intérieur de nombreux terriens afin d'en prendre le contrôle et d'en faire ses sujets. Il croise la route de Son Goten qui l'affronte sans prendre vraiment leur combat au sérieux (Goten se bat le portable dans une main) puis, pour en finir, il se transforme en Super Saiyan, ce qu'attendait Baby car c'est au moment où leur puissance est à son paroxysme qu'ils sont le plus réceptifs, et attaque Baby avec un Kamé Hamé Ha. Baby en profite alors et esquive son attaque afin de pénétrer dans son corps par une coupure qu'il lui a faite au bras et prend alors le contrôle de son corps.
Baby Goten
Lorsque Baby contrôle un corps, il peut alors utiliser n'importe quelle technique appartenant à la personne contrôlée et utiliser sa puissance au maximum (contrairement à la technique Échange de corps de Ginyu qui ne permettait pas à celui qui contrôlait le corps d'utiliser sa pleine puissance), c'est ainsi qu'il acquiert, en devenant Baby-Goten, la technique du Kikoha (il lui suffit alors de lire les souvenirs de Son Goten) et ses variantes (Kamé Hamé Ha et autres vagues déferlantes).
Il cherche ensuite à prendre le contrôle de Son Gohan en s'assurant d'avoir laissé plusieurs cellules de Tsufuls dans le corps de Son Goten pour être sûr que ce dernier restera sous ses ordres. Il s'arrange alors pour faire éclater un duel avec Son Gohan qui hésite à le frapper de peur d'abîmer le corps de son frère. Baby le force donc à se transformer en Super Saiyan afin de prendre plus facilement le contrôle de son corps.
Baby Gohan
Une fois Son Gohan sous son contrôle, pendant un bref instant Piccolo essaye de lui barrer la route avec le Makanko sappo mais Baby Gohan l'achève d'un coup avec le Kamé Hamé Ha. Après, Baby se dirige vers sa dernière cible : Vegeta, le prince Saiyan, fils du terrible roi Vegeta que Baby hait le plus au monde. Il le rejoint sur l'autoroute et le provoque en duel. Vegeta accepte, parfaitement conscient que son adversaire n'est pas Son Gohan. Baby raconte alors son histoire à Vegeta qui devine rapidement que son adversaire a quelque chose à voir avec les Tsufuls. Ils commencent alors un violent combat, tous deux en Super Saiyan, cependant la force de Vegeta est supérieure à celle de Baby Gohan qui a finalement besoin de l'aide de Son Goten (qu'il contrôle grâce aux cellules Tsufuls qu'il a déposées dans son corps lorsqu'il le possédait) pour obliger Vegeta à utiliser sa véritable puissance et ainsi en profiter pour investir le corps du prince des Saiyans grâce aux nombreuses entailles que Baby lui a infligées durant leur combat.
Baby Vegeta
À la suite de ce retournement de situation, Vegeta encore conscient se rend compte que son corps est contrôlé par Baby. Au fur et à mesure que l'esprit de Baby prend le dessus sur celui de Vegeta, son corps se modifie en apparence, contrairement à Son Goten et Son Gohan lorsque Baby les contrôlaient.
Baby a finalement trouvé le corps le plus puissant de l'univers. Comme c'est l'aspect qu'il gardera toujours, il se métamorphose légèrement et plusieurs caractéristiques de son visage originel apparaissent sur les traits de Vegeta ; de plus, il se transforme en Super Saiyan. C'est donc ainsi qu'il affronte Son Goku une fois ce dernier rentré sur Terre. Baby abuse des techniques de Vegeta lors de ce combat, afin de tester les limites de son pouvoir. La puissance de Baby combinée à celle de Vegeta lui permettent de tenir tête à Son Goku, alors transformé en Super Saiyan 3.
Super Baby Vegeta 1
Baby utilise alors l'énergie des Saiyans sous son contrôle (Son Goten, Son Gohan, Trunks et sa sœur Bra) pour augmenter ses pouvoirs et ainsi atteindre le stade de Super Saiyan 2 plus facilement, la puissance de Vegeta étant alors inférieure à la fois où il a atteint ce niveau dans le Kaioshinkaï, cela à cause de son entraînement qu'il a délaissé durant les dix dernières années. Le nouveau Baby Vegeta est redoutable, mais il préfère achever Son Goku en une ultime attaque et en étant en possession de tous ses moyens : il fait appel à tous les humains sous son contrôle afin de créer une gigantesque accumulation d'énergie appelée Revenge Death Ball. De plus, il se sert de cette énergie pour évoluer à un niveau encore supérieur.
Super Baby Vegeta 2
Ce stade de son évolution est en fait sa transformation ultime. Une fois sa Revenge Death Ball chargée totalement, il la lance sur Son Goku qui est sauvé in-extremis par Kibitoshin qui utilise la téléportation. Croyant Son Goku mort, Baby est satisfait d'avoir vengé les Tsufuls. Il utilise alors les Dragon Balls aux étoiles noires pour recréer Plant, la planète natale des Tsufuls. Bulma, qui est alors sous les ordres de Baby, a construit un énorme vaisseau afin de transférer tous les humains sur la nouvelle planète Plant. Il y affronte Oob qui arrive à lui tenir tête, il décide donc à nouveau d'utiliser la Revenge Death Ball en utilisant la puissance de seulement quelques-uns de ses sujets, la boule est donc plus petite que celle d'avant, mais elle est tout aussi puissante. Oob est sauvé par Boo qui s'unit ensuite à lui afin de créer Majoob et ainsi affronter Baby Vegeta sur un pied d'égalité. Cependant, lors de leur combat, le rayon de transformation en chocolat de Majoob se retourne contre lui et il finit en biscuit. Baby affronte alors une nouvelle fois Son Goku revenu du Kaioshinkaï, ce dernier ayant fait repousser sa queue. Cependant, Son Goku est toujours impuissant face à Baby, et cela même en Super Saiyan 3. Son Goku, abattu et désespéré, regarde alors la Terre, qui projette assez d'ondes Brutz pour lui permettre de se transformer sans le vouloir en gorille doré ; Baby est alors dépassé par ce gorille incontrôlable, même en utilisant la Revenge Death Ball avec sa propre énergie. S'ensuit un affrontement avec Son Goku au summum de sa puissance, transformé en Super Saiyan 4. Baby ne peut rien contre lui : il est surpuissant et, contrairement au gorille, est maître de ses mouvements. Voyant que ses coups ne lui font rien, Baby tente le tout pour le tout et lui lance une Revenge Death Ball aussi grande que la première, mais créée avec sa propre énergie. Son Goku encaisse l'attaque et en ressort indemne, sans aucune blessure. Baby Vegeta ne peut plus rien contre Son Goku, Bulma (alors sous les ordres de Baby) devinant l'issue du combat, met en route le générateur à ondes Brutz et prend pour cible Baby Vegeta.
Baby Vegeta (gorille doré)
Grâce aux ondes, Baby se transforme en gorille doré (la forme Super Saiyan des gorilles géants), et arrive facilement à contrôler cette forme. Il arrive alors à reprendre le dessus sur Son Goku, bien que ce dernier soit transformé en Super Saiyan 4. Alors que Baby allait réussir son plan de mettre définitivement fin aux derniers Saiyans restant (à savoir Son Goku, Son Gohan, Son Goten, Trunks (qui ont été libérés du contrôle de Baby) et Pan) en les visant avec un Super Canon Garric, Oob (qui avait été absorbé par Baby auparavant), l'attaque de l'intérieur. Son Goku profita alors de l'occasion et demanda aux 4 autres Saiyans de lui transmettre leurs énergies, ce qui permit à Son Goku de vaincre le gorille géant. Il coupa alors la queue Baby Vegeta, inconscient au sol. Baby, ne pouvant plus tenir face à cet adversaire, sort du corps de Vegeta et tente de s'enfuir dans son vaisseau, que Son Goku envoie dans le soleil grâce à un Kamé Hamé Ha titanesque.
Techniques
Baby Goten
- Kamé Hamé Ha
- Super Saiyan

Baby Gohan
- Kamé Hamé Ha
- Super Kamé Hamé Ha (de couleur rose au lieu d'être bleu)
- Super Saiyan

Baby Vegeta
- Final Flash
- Garrick Cannon

Super Baby Vegeta 1
- Final Flash
- Garrick Cannon
- Revenge Death Ball

Super Baby Vegeta 2
- Final Flash
- Revenge Death Ball

## C

### C-1 à C-7
Tous ces cyborgs sont défectueux : C-1 Le sergent Métallique [réf. nécessaire] (le robot de la base pirate serait peut-être lui aussi une création de Gero ou du Dr Willow)

### C-8
C-8 (人造 人間８号, Jinzō ningen hachi-gō), également connu sous les noms de Hatchan (ハッチャン, Hatchan) et Francky, doublé par Raoul Delfosse en français, est un cyborg semblable au monstre de Frankenstein et créé par l’armée du Red Ribon.

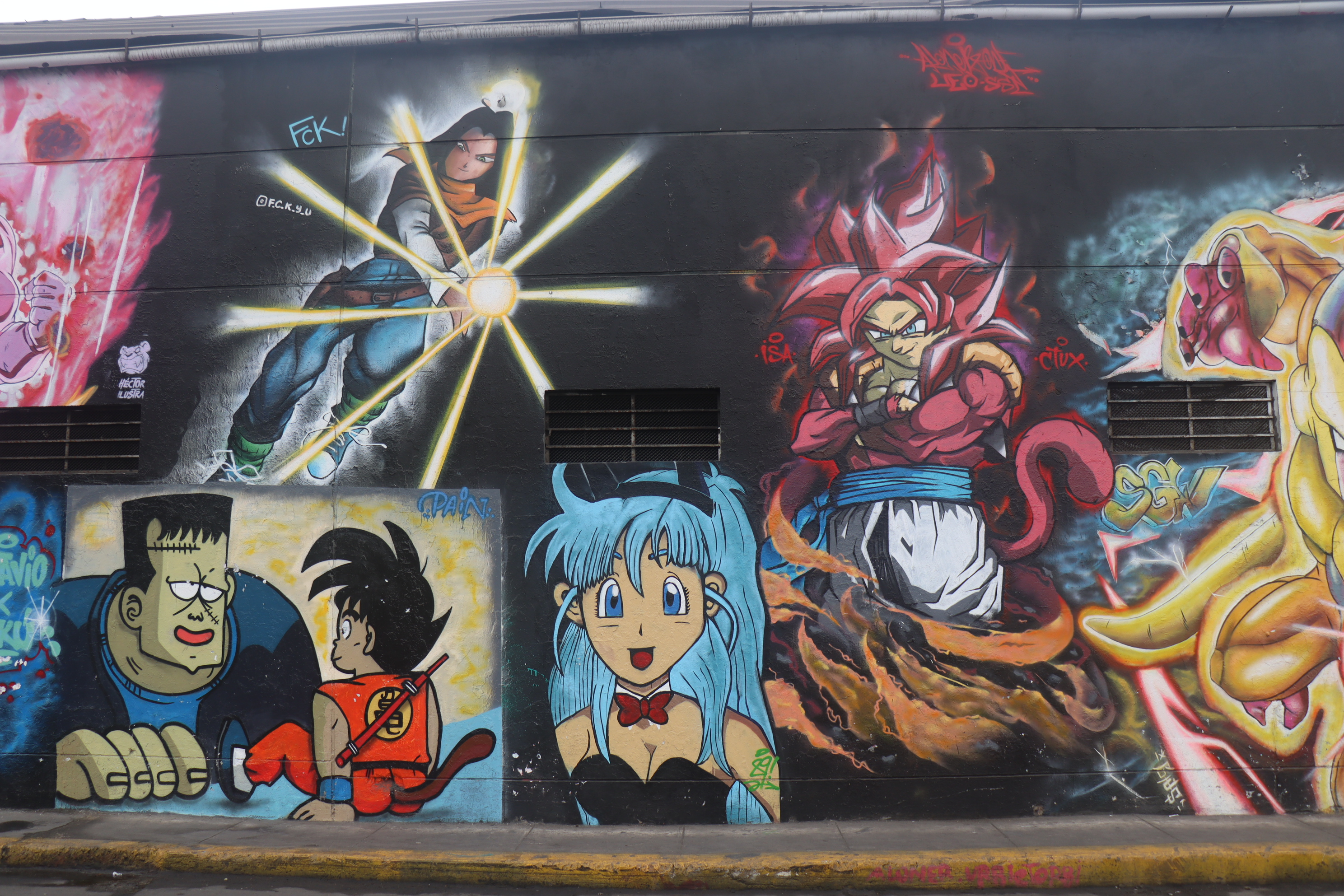
Graffitis muraux de personnages de Dragon Ball à Lima, au Pérou. C-8 est celui tout en bas à gauche.

Il est activé par le sergent Murasaki pour éliminer Son Goku lorsque ce dernier attaque la Muscle Tower pour délivrer le maire d’un village. C-8 désobéit à son maître et refuse d’accomplir sa mission car il déteste la violence.
Son Goku, en signe de gratitude, empêche alors Murasaki d’activer l’autodestruction de C-8 et se lie rapidement d’amitié avec ce dernier, lui donnant même le nom de « Hatchan » (« -chan » étant un suffixe d'affection).
Après avoir vaincu l’abominable monstre Boing, C-8 laisse Son Goku se battre seul contre le maître de la tour, le commandant White. Si le combat tourne facilement à l’avantage de Son Goku (celui-ci ne ressentant pas les coups), la donne change lorsque le commandant prend en otage le maire avec un pistolet : il tire en traître sur Son Goku et le laisse pour mort. C-8 devient furieux et frappe White en utilisant sa force de robot: White est projeté loin dans les airs et il atterrit quelque part dans les montagnes
Pour le remercier, les habitants du village voisin lui proposent de le recueillir. Le robot accepte. Avant cela, il avait donné à Son Goku la Dragon Ball que celui-ci cherchait. C-8 ira habiter après avec le maire.
C-8 réapparaît bien plus tard dans l’histoire. En effet, lorsque Son Goku demande l’énergie des habitants de la Terre pour vaincre Boo, C-8 semble être un des premiers à répondre à l’appel en levant sa main vers le ciel.
À propos du nom
Son Goku l’appellera amicalement « Francky » dans les traductions antérieures du manga. Dans la version originale, il l’appelle « Hatchan » qui est la contraction de « hachi » (8) et de « chan » (suffixe affectif). Dans la traduction revue de la Perfect Edition, Son Goku l'appelle « Céhui », ayant mal compris « C-8 ».

### C-9 à C-12
Tous ces cyborgs étaient défectueux et ont été détruits par le docteur Gero.

### C-13
C-13 (人造 人間 １３号, Jinzō ningen jū-sangō), doublé par Kazuyuki Sogabe en japonais et par Éric Legrand en français, décédé en 767, est un cyborg créé par le docteur Gero. Il est avec C-14 et C-15 l'un des trois androïdes du film Dragon Ball Z : L'Offensive des cyborgs.
Il fait partie des dernières créations du docteur, et est activé après sa mort. À l'instar de C-17 et C-18, il a un physique très humain mais est un être entièrement mécanique, comme C-16. Son apparence est semblable à celui de Trunks, avec un gilet jaune/beige, un pantalon vert avec des bretelles, des chaussures comme celles de Trunks, des boucles d'oreilles et une casquette portant le symbole du Red Ribon. Ses cheveux sont blancs et longs.
Comme ses congénères, il a pour but de tuer Son Goku. Il se bat contre celui-ci en prenant l'avantage jusqu'à la transformation de Son Goku en Super Saiyan. Vegeta tue C-15 et Trunks tue C-14. C-13 absorbe alors les batteries et les puces électroniques des deux autres cyborgs pour se transformer en « Super C-13 », une version de lui plus massive, sa peau vire au bleu et ses cheveux se dressent en prenant la forme de ceux de Vegeta et de couleur orange. Il vainc facilement Son Goku, Vegeta, Trunks et Piccolo mais ne résiste pas à la puissance du Super Saiyan (après avoir absorbé le Genki Dama) et se fait tuer par Son Goku qui lui fait brûler les mains sur le Genkidama pour ensuite le transpercer à mains nues.
Techniques
- Buku Jutsu
- S.S Deadly Bomber

### C-14
C-14 (人造 人間 １４号, Jinzō ningen jū-yongō), doublé par Hisao Egawa en japonais et par Georges Lycan en français, décédé en 767, est un cyborg créé par le docteur Gero. Il apparaît dans Dragon Ball Z : L'Offensive des cyborgs.
Il fait partie des dernières créations du docteur, et est activé après sa mort. Il a un look très froid : massif avec une peau bleu clair métallisé, des cheveux noirs formant un tresse, enfin il porte un bas vert et un plastron. Il est moins puissant que C-16, C-17 et C-18 mais plus que C-19 et C-20. Il possède une source d'énergie illimitée.
Programmé pour éliminer Son Goku, il le recherche en compagnie de C-15 et le retrouve dans un restaurant qu'ils détruisent. Puis ils affrontent le Saiyan qui doit se défendre contre eux, mais Son Goku est secouru par Trunks qui propose d'amener le combat dans les étendues glacées du nord. C-14 affronte alternativement les deux Saiyans puis s'occupe de Trunks avec C-15 après l'apparition de C-13. Puis il affronte Trunks face-à-face, qu'il domine jusqu'à la transformation de ce dernier en Super Saiyan. Trunks finit par trancher C-14 en deux à l'aide de son épée.
Technique
- Buku Jutsu

### C-15
C-15 (人造 人間 １５号, Jinzō ningen jū-gogō), doublé par Toshio Kobayashi en japonais et par Pierre Trabaud en français, décédé en 767, est un cyborg créé par le docteur Gero. Il apparaît dans Dragon Ball Z : L'Offensive des cyborgs.
C-15 est l'une des dernières créations du docteur et n'est activé qu'après la mort de son créateur. Il a un look très original : petit avec la peau pourpre et sans cheveux mais avec des lunettes de soleil. Il est habillé à la façon d'un jouet avec un grand chapeau et un nœud papillon portant l'insigne de l'armée du Red Ribon. Enfin, il est friand d'alcool et en a toujours un flacon sur lui. Tout comme C-14, sa puissance est intermédiaire : moins puissant que C-16, C-17 et C-18 mais plus que C-19 et C-20. Il possède une source d'énergie illimitée.
C-15 et C-14 sont programmés pour éliminer Son Goku. Ils trouvent et provoquent ce dernier. Le Saiyan s'emploie contre eux et est rejoint par Trunks qui propose d'amener le combat dans les étendues glacées du nord. C-15 affronte alternativement les deux Saiyans puis s'occupe de Trunks avec C-14 après l'apparition de C-13. Puis il affronte Vegeta en face-à-face, qu'il domine jusqu'à la transformation de ce dernier en Super Saiyan. Vegeta parviendra finalement à détruire C-15 en le décapitant à mains nues.
Technique
- Buku Jutsu

### C-19
C-19 (人造 人間 １９号, Jinzō ningen jū-kyūgō), doublé par Pierre Trabaud (Dragon Ball Z) et Antoine Nouel (Dragon Ball Z Kai) en français, décédé en 767, est le dernier cyborg créé par le docteur Gero, mais il est loin d’être le plus puissant. Tout comme le Dr Gero, il a le pouvoir d’absorber l’énergie de ses adversaires pour augmenter la sienne. Il a été créé dans le but principal d’affronter Son Goku. Il est gros, et sa peau est toute blanche.
Il sert d'homme de main au Dr Gero et affronte les héros lors de son arrivée. Il profite sans le savoir du fait que Son Goku est affaibli par un virus cardiaque pour le vaincre, mais ce dernier est sauvé par l’intervention de Vegeta. C-19 se bat alors contre lui. Au cours de l’affrontement, le Super Saiyan apprend comment le cyborg absorbe l’énergie (par les paumes de ses mains). Vegeta lui arrache alors les mains. C-19 tente de s’enfuir, mais le Big Bang Attack de Vegeta a raison de lui.
Dans Dragon Ball GT, il s’échappe de l’enfer (ce qui laisse penser qu'il devait être humain à l'origine, puis transformé en cyborg de la même manière que pour le Dr Gero). Il détruit une cité, mais est ensuite anéanti par Son Goten et Trunks qui emploient la même énergie que celle qui a permis à Vegeta de le vaincre, et est renvoyé en enfer.
Toutefois, le fait que C-19 puisse s'échapper des enfers est en totale contradiction avec les propos d'Akira Toriyama qui stipule à la fin du tome 31 que celui-ci est un modèle entièrement mécanique. En outre, dans la récente édition couleur du manga au Japon, on apprend que C-19 était à l'origine une espèce de grande poupée ressemblant à un Bouddha, et qui trônait dans une base ennemie. Lorsque l'Armée du Red Ribbon a finalement vaincu cette base militaire, Gero s'est emparé de la poupée en guise de trophée, et l'a transformée en androïde.
Techniques
- Aibīmu
- Buku Jutsu
- Enerugī kyūshū

### C-21

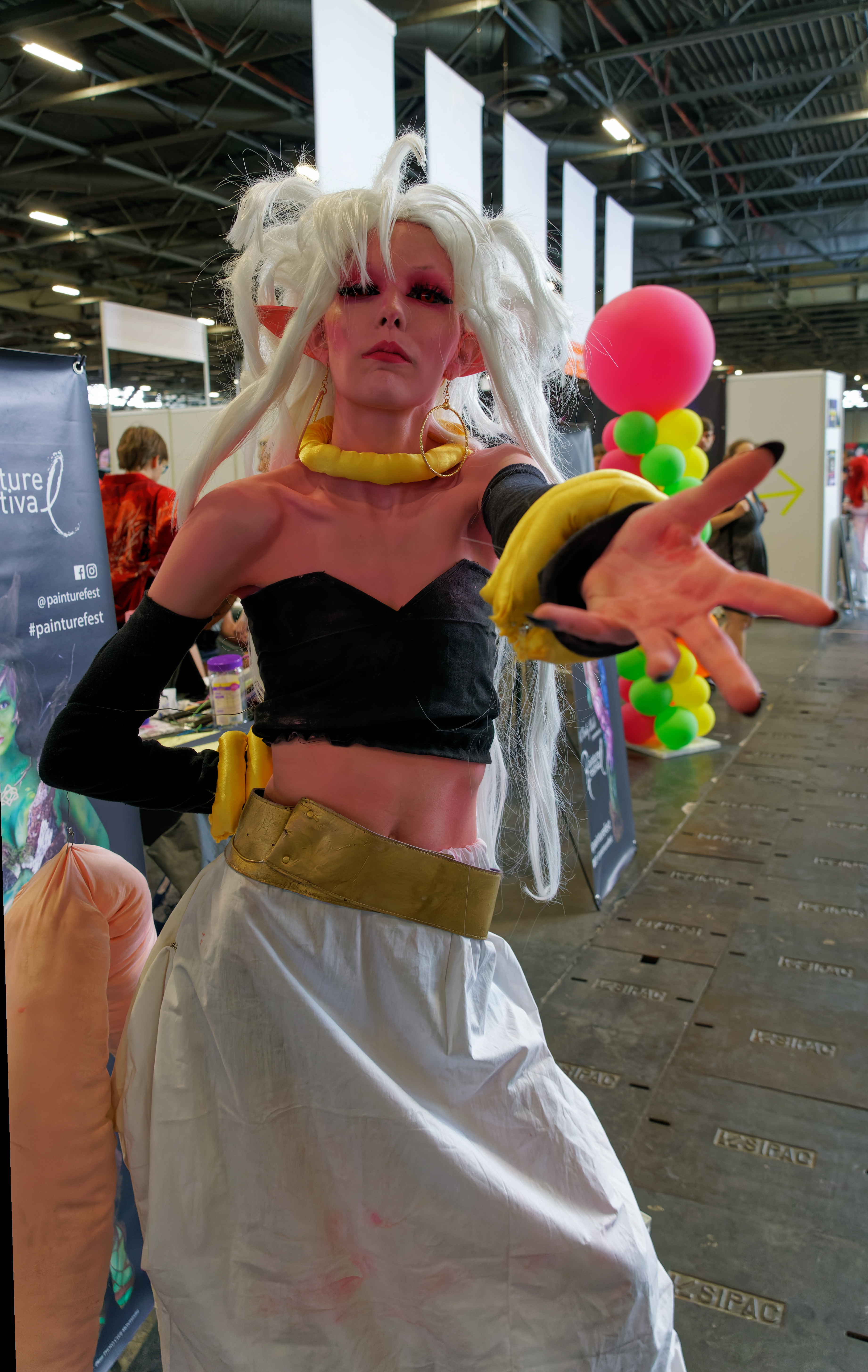
Cosplay de C-21 à la Japan Expo 2022, en Île-de-France.

C-21 est une androïde inventée par Akira Toriyama pour le jeu Dragon Ball FighterZ (2018). C'est une belle jeune femme aux cheveux marron qui rivalise avec l'intelligence scientifique du docteur Gero. Elle possède une transformation maléfique qui lui permet d'avoir les traits physiques de Majin Boo. C-21 était la femme du Dr Gero et la mère de C-16.
C'est elle qui crée des clones des combattants de la Z Team ainsi que de leurs ennemis pour semer la panique sur Terre. Tout comme Boo, elle possède deux côtés : un côté maléfique, où elle absorbe les cellules de Cell, Freezer et Majin Boo, ainsi que plusieurs matériels génétiques et elle éprouve une haine envers les êtres plus forts qu'elle, puis un bon côté, où ses yeux sont bleu clair, et elle combat aux côtés de la Z Team. Elle semble être amoureuse de Son Goku. Cependant, lorsqu'elle affronte son côté maléfique, C-21 se sacrifie pour sauver la vie de ses nouveaux amis.
Elle est un personnage jouable dans sa forme majin et dans sa forme humaine (en DLC) dans Dragon Ball FighterZ, ainsi que dans sa forme normale dans Dragon Ball Xenoverse 2.
Dans le film Dragon Ball Super: Super Hero (2022), Vomi, qui est la scientifique dont C-21 est basée, apparaît comme la femme du Dr. Gero.

## G

### Gamma 1
Gamma 1 (ガンマ１号, Ganma Ichigō) est un personnage apparaissant dans le film Dragon Ball Super: Super Hero. Il fut créé par le Docteur Hedo (petit-fils du Docteur Gero, en même temps que son frère jumeau Gamma 2). Son apparence est basé sur un super-héros que Hedo regardait durant son enfance. Il possède une espèce de nageoire sur la tête, porte un uniforme jaune avec le chiffre 1 dessus, et une cape rouge. Il a aussi un pistolet laser. Dans le film, Gamma 1 affrontera Son Gohan. cependant, lorsqu'il verra Carmine, un agent de l'armée du Ruban Rouge voulant tué Pan (Gamma 1 étant doté d'un sens de la justice), il décidera de rejoindre la Z-Team, afin de combattre Cell Max. Une fois le combat terminé, Bulma demandera au Docteur Hedo et à Gamma 1 de rejoindre la Capsule Corporation.

### Gamma 2
Gamma 2 (ガンマ２号, Ganma Ni-Gō) est un personnage apparaissant dans le film Dragon Ball Super: Super Hero. Il fut créé par le Docteur Hedo (petit-fils du Docteur Gero, en même temps que son frère jumeau Gamma 1). Son apparence est basé sur un super-héros que Hedo regardait durant son enfance. Il possède deux espèces de nageoires sur la tête, porte un uniforme jaune avec le chiffre 2 dessus, et une cape bleue. Il a aussi un pistolet laser. Dans le film, Gamma 2 affrontera dans un premier temps Piccolo, et le croyant mort lors d'une explosion, il retourne à la base du Ruban Rouge. Plus tard, Piccolo reviendra avec Son Gohan afin de sauver Pan. Gamma 2 combattra à nouveau Piccolo, et bien que ce dernier ait demandé à Shenron d'éveiller son potentiel, il se fera à nouveau battre par Gamma 2. Piccolo acquiert alors une nouvelle forme, appelé Piccolo Orange, ce qui permit au Namek de reprendre le dessus. Lorsque Gamma 2 verra Carmine, un agent de l'armée du Ruban Rouge voulant tué Pan (Gamma 2 étant doté d'un sens de la justice), il décidera de rejoindre la Z-Team, afin de combattre Cell Max. Celui-ci étant très puissant, Gamma 2 utilisera une ultime attaque et sacrifiera sa vie afin d'affaiblir Cell Max.

### Docteur Gero
Le docteur Maki Gero (ドクター・ゲロ, Dokutā Gero), alias C-20 (人造 人間 ２０号, Jinzō ningen nijūgō), doublé par Kōji Yada en japonais et par Georges Lycan (Dragon Ball Z), Thierry Mercier (Dragon Ball GT) et Julien Kramer (Dragon Ball Z Kai) en français, décédé en 767, est le plus grand scientifique de la Terre qui a créé tous les cyborgs de l'armée du Red Ribon (excepté C-8 qui a été créé par le Dr Flatt). Au début de l'histoire, Son Goku détruit cette armée, et seul le Dr Gero parvient à s'en sortir. Par la suite, il entreprend de se venger de Son Goku.
Après avoir espionné Son Goku et ses amis au cours de tous leurs combats, à l'aide d'un micro-robot indétectable, Gero utilise toutes les informations récoltées pour construire d'autres cyborgs afin de tuer Son Goku :
- C-13, C-14 et C-15, qui apparaissent dans le film Dragon Ball Z : L'Offensive des cyborgs.
- C-16, un projet qu'il a abandonné mais conservé dans son laboratoire.
- C-17 et C-18, qui possèdent une énergie infinie.
- C-19, son garde du corps personnel, capable d'absorber l'énergie de ses adversaires.
- Cell, conçu par l'ordinateur de Gero dans une partie cachée de son laboratoire. En fait, Gero commence puis abandonne, mais l'ordinateur continue. Cell est considéré comme un cyborg alors que c'est un clone de Son Goku, Piccolo, Vegeta, Freezer et son père. D'ailleurs, Cell dégage une aura contrairement aux cyborgs.

Souhaitant acquérir la vie éternelle, Gero demande à C-19 de le robotiser, et il devient ainsi le cyborg C-20.
Peu après, il apparaît avec C-19 pour tuer Son Goku, mais C-19 est battu par Vegeta, et C-20 est ensuite vaincu par Piccolo. Il parvient cependant à s'enfuir jusqu'à son laboratoire où il réactive C-17 et C-18. Mais ceux-ci se retournent contre lui, détruisent la télécommande qui lui permettait de les désactiver, le tuent, et activent C-16.
Dans Dragon Ball GT, il crée avec le professeur Myû le clone de C-17 en enfer et tous les deux se font tuer par Super C-17.
Techniques
- Aibīmu
- Buku Jutsu
- Enerugī kyūshū

### Giru

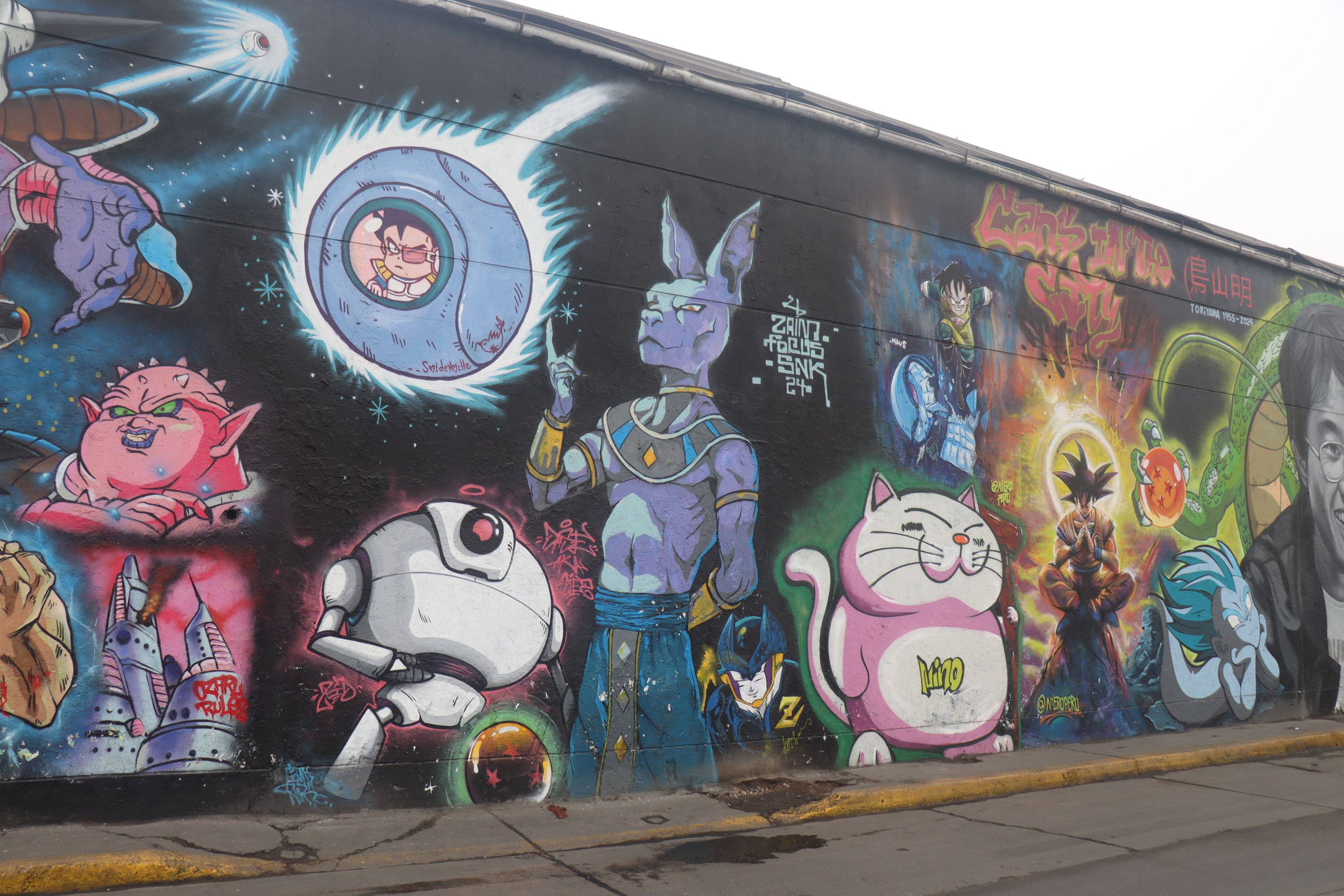
Graffitis muraux de personnages de Dragon Ball à Lima, au Pérou. Giru est le robot au centre gauche.

Giru (ギル, Giru), également connu sous les noms de Guigui et DB4649D200RS, doublé par Shinobu Satouchi en japonais et par Thierry Redler et Brigitte Lecordier en français, est un petit robot trouvé par Son Goku, Pan et Trunks sur la planète Imegga lors de la recherche des Dragon Balls aux étoiles noires. Il avale leur détecteur et le groupe est forcé de l'emmener avec eux. Giru est en réalité au service du général Rild et doit attirer le groupe de Son Goku sur la planète M2, sa planète d'origine. Mais il décidera de changer de camp et deviendra bon ami avec Pan.

## K

### Kaseral
Kaseral (カーセラル, Kāseraru), orthographié Casserale dans le manga, est un combattant de l'univers 11 et un Pride Trooper qui participe au Tournoi du Pouvoir. Il affronte C-17 et C-18 mais est éjecté par Kale et Caulifla. C'est un cyborg humanoïde qui possède un béret et un micro. Il a également un implant robotique sur le visage. C'est aussi le pilote du vaisseau des Pride Troopers.
Techniques
- Justice saber
- Justice bomber

### Docteur Kochin
Le docteur Kochin (コーチン, Kōtin), doublé par Kōji Yada en japonais et par Georges Lycan en français, décédé en 761, apparaît uniquement dans le film Dragon Ball Z : Le Robot des glaces.
Le Dr Kochin est un androïde qui possède une enveloppe charnelle et ressemble donc à un vieil humain. Il est l'assistant du docteur Willow. C'est lui qui prélève le cerveau du Dr Willow lorsque celui-ci meurt. Afin de le maintenir en vie, il l'enferme dans un aquarium.
C'est également lui qui kidnappe Kamé Sennin à la demande du Dr Willow qu'il pense être l'homme le plus fort de la Terre.
Mais lorsque le Dr Willow décide de combattre, le Dr Kochin tombe dans le vide et meurt.

## L

### Lood
Lood (ルード, Rūdo) est un immense robot créé par le Docteur Mu dans Dragon Ball GT. Il apparaît d'abord sous la forme d'une statue, qui peux tirer des lasers depuis ses yeux et transformer des personnes en poupées. Ces poupées sont ensuite jeté dans une espèce marmite, et Lood absorbe leurs puissance afin de pouvoir se réactiver. Une fois que Son Goku et Trunks ont vaincu le Cardinal Mutchy Motchy et Mutchy, Doltakki se révèle être le chef de la secte de Lood, et active la statue avec une télécommande. Ce dernier, ainsi que Pan seront transformé en poupée et absorbé par Lood. Doltakki dira alors que pour sortir, il faut attaquer Lood de l'extérieur et de l'intérieur exactement au même moment. Goku et Pan synchronisent leurs attaques, et Lood sera détruit.
Il est à noter que Lood est considéré comme un Dieu de la destruction, mais il n'a aucun rapport avec ceux apparaissant dans Dragon Ball Super.

## M

### Cardinal Mutchy Motchy
Le Cardinal Mutchy Motchy (ムッチー・モッチー, Mutchī Motchī) apparaît dans Dragon Ball GT. Il est le Grand Prêtre de la secte qui voue un culte au dieu Lood. Il charge certains de ses fidèles de récupérer les Dragon Balls. Si un échoue, il le transforme en poupée grâce à son fouet, et en fera offrande à Lood. Pan voudra récupérer une Dragon Ball, mais se fera transformer en poupée. Goku et Trunks arrivent pour la sauver, et affrontent Mutchy Motchy, mais ce dernier appelle Léon, une machine mutante ayant l'apparence d'un lion. Goku lancera un kikoha qui fera écrouler le plafond, tuant Léon et Mutchy Mutchy dans une explosion. Cependant, le fouet de Mutchy Motchy se transforme.

### Mutchy
Mutchy (ムッチー, Mutchī) est une machine mutante créée par le Professeur Myu, et apparaît dans Dragon Ball GT. On le voit d'abord sous forme de fouet aux mains du Cardinal Mutchy Motchy, mais à la mort de ce dernier, le fouet pris sa véritable apparence : une machine mutante ressemblant à une espèce d'alien de couleur jaune, avec deux fouets en guise de bras. Il dit alors s'appeler Mutchy, et que c'est en réalité lui qui contrôlait Mutchy Motchy. Grâce aux fouets qu'il a en guise de bras, s'il frappe un objet, le mur ou le sol, il peut le contrôler à sa guise. Mutchy se bat contre Goku et Trunks, mais sera abattu par ce dernier d'un simple kikoha.

## O

### OG73-I
OG73-I (ＯＧ (オージーセブンスリーアイ) ７３Ｉ, Ōjī Sebunsurī Ai), ou tout simplement appelé Seventhree, est un personnage apparaissant dans Dragon Ball Super. C'est un prisonnier de la Prison Galactique.
Biographie fictive
Il a d'abord été fabriqué sur une planète disposant d'une haute technologie, avec d'autres robots de la série OG. Il a ensuite été kidnappé par Sangobo et son gang, puis plus tard, le groupe fut capturé par la Patrouille Galactique et enfermé en prison.
Lorsque Moro s'est libéré de prison, ce dernier se rend sur la nouvelle planète Namek, réunit les Dragon Ball et demande à Polunga de libéré les autres détenus (le Gang de Sangobo, dont Seventhree fait partie). Moro le charge alors de se rendre sur Terre, accompagné de Shimorekka et Yunba. En chemin, ils s'arrêtent sur une autre planète afin de se restaurer, mais Seventhree tue tous les habitants, et grâce à sa capacité, copie le pouvoir d'un habitant qui peu créer des portails, permettant aux trois prisonniers d'arriver directement sur Terre, au Palais de Dendé. Il s'ensuit un combat contre Piccolo. Le Namek ayant des difficultés face au cyborg, il sera secouru par Son Gohan. Alors que le combat se poursuit, Seventhree, Shimorekka et Yunba reçoivent ordre de Moro de rentrer.
Quelques mois plus tard, Seventhree revient sur Terre avec Moro, et combat à nouveau Piccolo et Gohan. Bien qu'ils arrivent à le blesser gravement, OG73-I se régénère grâce aux capacités de Piccolo qu'il à copié, mais C-17 et C-18 arrivent en renfort.
Plus tard, lorsque Moro sera affaibli par Vegeta, il dévorera Seventhree, car il avait stocké une partie de ses pouvoirs en lui.
On reverra Seventhree lors de la Saga Granolah, où il se révèle qu'il a survécu à la suite de la défaite de Moro. Il est retrouvé par des soldats du Dr Goichi, son créateur, et ramené sur sa planète afin d'être réparé.
Apparence et pouvoirs
Tout comme Cell, Seventhree est un être créé artificiellement. Son apparence rappelle celle de Hit, sauf qu'il est de couleur bleu-vert, possède deux cornes et trois lentilles bleues sur le front. Sa particularité est de pouvoir copier à l'identique le style de combat de son adversaire après l'avoir saisi par la nuque (la lentille du milieu reflète l'image de la dernière personne copiée). Il peut stocker les pouvoirs de 3 personnes à la fois, et peut en changer à sa guise, mais il peut garder les pouvoirs pendant un temps limité seulement. OG73-I dispose également d'une énergie infinie.

## R

### Général Rild
Le Général Rild (リルド将軍, Rirudo Shōgun), doublé par Kiyoyuki Yanada en japonais et par Antoine Nouel en français, est un antagoniste secondaire de Dragon Ball GT.

#### Biographie fictive

##### Saga Baby
Le général Rild est un extra-terrestre qui a été transformé en machine par le Professeur Myû. Lorsqu'ils se retrouvent sur la planète M2, Rild ordonna au Commando Sigma (composé de quatre membres : Nizet, Bizu, Ribet et Natt) de capturer Son Goku, Pan et Trunks. Une fois fait, Rild analyse les données de Goku et Trunks, mais les deux Saiyans seront libérés par Pan.
Goku affronte ensuite le Général dans sa forme de base. Mais voyant que Goku domine le combat, Rild absorbe les restes des composants du Commando Sigma (dont trois membres avaient fusionné plus tôt en un Super Méga Canon Sigma, mais détruit facilement par Goku avec un simple Kamé Hamé Ha) et prend une forme appelée Hyper Méga Rild, ce qui force Goku à se transformer en Super Saiyan. Voyant que ce dernier reprend le dessus, Rild absorbe tout le métal de la planète M2, et se transforme en Métal Rild.
Baby prend alors possession du corps de Rild, et voyant que les trois Saiyans tentent de s'échapper de la planète, il allongera son bras et retiendra leur vaisseau. C'est alors que Goku, Trunks et Pan utilisent un Kamé Hamé Ha combiné, tuant le général Rild. Cependant, Baby est toujours en vie et s'échappe de son corps.

##### Saga Super C-17
Il s'échappera des enfers et poursuit Mr. Satan, mais Pan vient le sauver. Il envoie un coup de poing métallique, mais Son Gohan intervient et un combat s'engage. Le général Rild domine le combat et pétrifie le bras droit de Son Gohan, mais au moment où il s'apprête à lui donner le coup de grâce, Oob le tue.

#### Transformations
- Forme de base :

C'est la forme normale du général Rild. Il est grand et musclé, et porte une armure jaune. Rien que dans cette forme, il serait aussi puissant que Boo, selon les dires de Goku.
- Hyper Méga Rild :

Il prend cette forme après avoir absorbé les restes du Super Méga Canon Sigma. Son armure devient rouge, il a une foreuse à la place du bras droit, et deux espèces d'ailes dans le dos.
- Métal Rild :

Sa forme finale qu'il prend après avoir absorbé tout le métal de la planète M2. Dans cette forme, son corps devient entièrement métallique, et il peut contrôler à sa guise tout le métal de la planète.

#### Techniques
- Coup de poing métallique
- Salive pétrificatrice
- Kamé Hamé Ha
- Hyper Méga Rild Punch
- Transformation de la planète en métal
- Allongement du bras

## W

### Docteur Willow
Le docteur Willow (ウイロー, Uirō), doublé par Kōji Nakata en japonais et par Éric Legrand en français, décédé en 761, apparaît uniquement dans le film Dragon Ball Z : Le Robot des glaces.
Le Dr Willow accompagné de son assistant le docteur Kochin, tous deux experts en biotechnologie, menaient des expériences douteuses afin de contrôler le monde jusqu'à ce que leur laboratoire soit enseveli sous la glace 50 ans plus tôt et que tout le monde croit qu'ils y ont péri. Mais ils ont réussi tous deux à survivre.
Le cerveau du Dr Willow a été prélevé de son corps, lorsque celui-ci est mort, par son assistant puis préservé et enfermé dans un aquarium pour le maintenir en vie, tout en étant accroché à une structure métallique qui lui permet de se déplacer.
Son objectif est de s'approprier le corps de Kamé Sennin car, 50 ans plus tôt, Kamé Sennin était considéré comme l'homme le plus fort de la Terre. Il aura ainsi un cerveau intelligent dans un corps très puissant. Mais il découvre par la suite que Son Goku, venu à la rescousse de ses amis, est bien plus puissant que Kamé Sennin et décide désormais de s'approprier son corps.
Malgré sa puissance, il sera affaibli d'abord par le Kame Hame Ha à l'Aura de Kaïo de Son Goku avant d'être défait par Piccolo et Son Gohan pour finalement être anéanti définitivement par le Genki Dama de Son Goku.

#### Ouvrage

##### Autre livre
- Akira Toriyama (trad. du japonais par Olivier Huet), Le Dictionnaire de Dragon Ball, Grenoble, Glénat, coll. « Art of », 3 novembre 1999, 312 p., 18,8 × 26,3 cm, couverture couleur, broché (ISBN 978-2-7234-2945-0 et 2-7234-2945-8, OCLC 422071415, BNF 39110010, présentation en ligne)